# Gmina Wrapcziszte
Gmina Wrapcziszte (mac. Општина Врапчиште) – gmina wiejska w północno-zachodniej Macedonii Północnej.
Graniczy z gminami: Gostiwar od południa, Brwenica od wschodu, Bogowińe od północy oraz z Kosowem od zachodu.
Skład etniczny
- 83,07% – Albańczycy
- 12,33% – Turcy
- 4,09% – Macedończycy
- 0,51% – pozostali

W skład gminy wchodzi:
- 15 wsi: Dobri Dol, Gałate, Gorjane, Gradec, Dzurdzewiszte, Kaliszte, Łomnica, Negotino, Nowo Seło, Pożarane, Senokos, Toplica, Wranowci, Vrapčište, Zubowce.